# سانتوس-دومنت (دهانه)

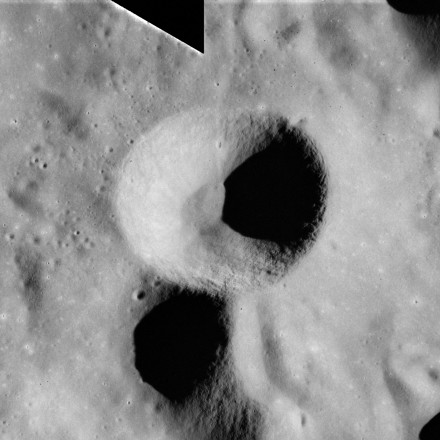
دهانه سانتوس-دومنت، روی ماه

سانتوس-دومنت یک دهانه برخوردی در ماه‌ است.